# Florencia Abbate
 (octobre 2015).
Si vous disposez d'ouvrages ou d'articles de référence ou si vous connaissez des sites web de qualité traitant du thème abordé ici, merci de compléter l'article en donnant les références utiles à sa vérifiabilité et en les liant à la section « Notes et références ».
Pour les articles homonymes, voir Abbate.
Florencia Abbate (Buenos Aires, 24 décembre 1976) est une femme de lettres et journaliste argentine qui publie dans des revues spécialisées,,, .  
Elle étudie la littérature à l'Université de Buenos Aires (UBA) et a travaillé pour diverses publications comme "La Nación", "Perfil", "Página 12" ou "El país".

## Œuvres

### Romans
- Magic Resort, Emecé, Grupo Planeta, 2007.
- El grito, Emecé, Grupo Planeta, 2004[5].

Poésie
- Los transparentes, Editorial Libros del Rojas, 2000, avec des dessins d'Adolfo Nigro.

### Essais
- Él, ella, ¿ella?, apuntes sobre transexualidad masculina, Editorial Perfil, 1998
- Deleuze para principiantes, Editorial Era Naciente, 2001, avec des dessins de Pablo Páez.
- Literatura latinoamericana para principiantes, Editorial Era Naciente, 2003, avec des dessins de Diego Parés.

### Récits
- Una terraza propia, Editorial Norma, 2006
- Puntos de fuga, Editorial Tantalia, 1996. Journal de voyage
- Las siete maravillas del mundo, Editorial Estrada, 1996. Contes